# Prima Categoria (1907)
Prima Categoria 1907 (z wł. Pierwsza Kategoria) – 10. edycja najwyższej w hierarchii klasy mistrzostw Włoch w piłce nożnej, organizowanych przez FIF, które odbyły się od 13 stycznia 1907 do 14 kwietnia 1907. Mistrzem został Milan, zdobywając swój trzeci tytuł.

## Organizacja
Liczba uczestników została powiększona z 5 do 6 drużyn. Do rozgrywek dołączył Torino FC.

## Kluby startujące w sezonie
| Klub         | Miasto   | Region    |
| ------------ | -------- | --------- |
| Andrea Doria | Genua    | Liguria   |
| Genoa        | Genua    | Liguria   |
| Juventus     | Turyn    | Piemont   |
| Milan        | Mediolan | Lombardia |
| Milanese     | Mediolan | Lombardia |
| Torino       | Turyn    | Piemont   |

## Eliminacje

### Grupa 1 (Liguria)
13 stycznia
Genoa – Andrea Doria 1:1
3 lutego
Andrea Doria – Genoa 3:1
awans: Andrea Doria

### Grupa 2 (Lombardia)
13 stycznia
Milan – Milanese 6:0
3 lutego
Milanese – Milan 1:0
awans: Milan

### Grupa 3 (Piemont)
13 stycznia
Torino – Juventus 2:1
3 lutego
Juventus – Torino 1:4
awans: Torino

## Runda finałowa
| #  | Klub         | M | Zw. | Rem. | Por. | BR | BS | +/- | Pkt. |
| -- | ------------ | - | --- | ---- | ---- | -- | -- | --- | ---- |
| 1. | Milan        | 4 | 2   | 2    | 0    | 10 | 3  | +7  | 6    |
| 2. | Torino       | 4 | 1   | 3    | 0    | 6  | 3  | +3  | 5    |
| 3. | Andrea Doria | 4 | 0   | 1    | 3    | 0  | 10 | -10 | 1    |

10 lutego
Andrea Doria – Torino 0:0
10 marca
Torino – Milan 1:1
17 marca
Milan – Andrea Doria 5:0
24 marca
Milan – Torino 2:2
7 kwietnia
Andrea Doria – Milan 0:2
Ostatni mecz Milan rozegrał w składzie: Radice, Meschia, Moda, Bosshard, Trerč A., Piazza G., Trerč S., Kilpin, Widmer, Imhoff, Mädler.
14 kwietnia
Torino – Andrea Doria 2:0 (walkower)